# Какаовелла
Какаове́лла (какаве́лла, какао-велла) — оболочка шелухи бобов какао; является побочным продуктом производства какао тёртого.
Шрот содержит до 17 % клетчатки и лишь 3-4 % жира, отличается повышенной твердостью, трудно поддаётся измельчению, поэтому не может применяться при изготовлении шоколада. Однако отходы эти очень полезны, их практическое применение весьма разнообразно. Какаовелла используется в качестве новой добавки в комбинированный корм для животных, для мульчирования почвы, из неё делают порошок, дополнительно подвергая более тонкому измельчению. При сжигании какаовеллы можно получить большое количество тепловой энергии, а в медицине какаовелла ценится за высокое содержание теобромина — возбудителя мышцы сердца и ЦНС, применяемого при производстве многих лекарственных препаратов.
Исходная крупность шелухи — 15-25 мм, необходимая тонкость помола — менее 50 мкм.